# Léon Dussek
Léon Dussek war ein französischer Hersteller von Automobilen.

## Unternehmensgeschichte
Das Unternehmen begann 1906 mit der Produktion von Automobilen. Der Markenname lautete Léon Dussek. Der Vertrieb in England erfolgte durch Motoria Ltd. Etwa 1907 endete die Produktion.

## Fahrzeuge
Im Angebot standen die Modelle 16/20 CV, 24/30 CV und 35/45 CV. Für den Antrieb sorgten Vierzylindermotoren. Die Motoren waren vorne im Fahrzeug montiert und trieben über eine Kette die Hinterachse an. Für den englischen Markt war auch Kardanantrieb lieferbar. Das Getriebe verfügte über vier Gänge.